# Голиневич, Елена Михайловна
Елена Михайловна Голиневич (27.09.1901 — 25.02.1994) — советский микробиолог, лауреат Ленинской премии.

## Биография
Окончила Киевский медицинский институт (1925).
- 1926—1931 — зав. лабораторией в больнице.
- 1931—1934 — научный сотрудник Института экспериментальной медицины (Ленинград).
- 1934—1944 — работала в ВИЭМ (Москва).
- с 1946 — научный сотрудник ИЭМ им. Н. Ф. Гамалея АМН СССР (с 1954 г. — зав. лабораторией).

Доктор медицинских наук (1953, тема диссертации «Экспериментальная характеристика и сравнительная иммунология риккетсий группы сыпного тифа и клещевой пятнистой лихорадки»). Профессор (1968).
Лауреат Ленинской премии (1959).
Жена (с 1936?) и сотрудница эпидемиолога и микробиолога П. Ф. Здродовского (1890—1976).

Могила супругов Здродовского ПФ и Голиневич ЕМ

Похоронена на Кунцевском кладбище (10-й участок).